# Олимпийский и спортивный комитет Джибути
Олимпийский и спортивный комитет Джибути (фр. Comité national olympique et sportif djiboutien) — организация, представляющая Джибути в международном олимпийском движении. Основан в 1983 году, зарегистрирован в МОК в 1984 году.
Штаб-квартира расположена в городе Джибути. Является членом Международного олимпийского комитета, Ассоциации национальных олимпийских комитетов Африки и других международных спортивных организаций. Осуществляет деятельность по развитию спорта в Джибути.